# Tom Reed (sceneggiatore)
Tom Reed (Shelton, 24 dicembre 1901 – Long Beach, 17 agosto 1961) è stato uno sceneggiatore statunitense che, insieme a Jed Harris, venne candidato nel 1955 al premio Oscar per il miglior soggetto per Gente di notte, film interpretato da Gregory Peck e Broderick Crawford.

## Filmografia
- Il fantasma dell'opera (The Phantom of the Opera), regia di Rupert Julian (1925)
- Out All Night, regia di William A. Seiter (1927)
- The Lone Eagle, regia di Emory Johnson (1927)
- Painted Ponies, regia di Reeves Eason (1927)
- A Man's Past, regia di George Melford (1927)
- Galloping Fury, regia di B. Reeves Eason (1927)
- Wild Beauty, regia di Henry MacRae - didascalie (1927)
- Thanks for the Buggy Ride, regia di William A. Seiter (1928)
- The Rawhide Kid, regia di Del Andrews (1928)
- Soldato in gonnella (Finders Keepers), regia di Wesley Ruggles, Otis B. Thayer (1928)
- Midnight Rose, regia di Midnight Rose (1928)
- Stop That Man, regia di Nat Ross (1928)
- A Trick of Hearts, regia di Reeves Eason (1928)
- Good Morning, Judge, regia di William A. Seiter (1928)
- Primo amore (Lonesome), regia di Paul Fejos (1928)
- The Grip of the Yukon, regia di Ernst Laemmle (1928)
- The First Kiss
- Red Lips, regia di Melville W. Brown (1928)
- The Last Warning, regia di Paul Leni (1929)
- L'albergo delle sorprese (Synthetic Sin), regia di William A. Seiter (1929)
- Girl on the Barge, regia di Edward Sloman (1929)
- Mississipi (Show Boat), regia di Harry A. Pollard (1929)
- Il giustiziere (The Charlatan), regia di George Melford (1929)
- Scandalo (Scandal), regia di Wesley Ruggles (1929)
- Broadway, regia di William A. Seiter (1929)
- Melody Lane
- Erik il grande (The Last Performance), regia di Paul Fejos (1929)
- Gli eroi del deserto (Hell's Heroes), regia di William Wyler (1930)
- La donna che non si deve amare (Waterloo Bridge), regia di James Whale (1931)
- Afraid to Talk, regia di Edward L. Cahn (1932)
- L'uomo ucciso due volte (The Case of the Velvet Claws), regia di William Clemens (1936)
- Hello, Annapolis, regia di Charles Barton (1942)
- I cacciatori dell'oro (The Spoilers), regia di Ray Enright (1942)
- The Loves of Edgar Allan Poe, regia di Harry Lachman (1942)
- La febbre dell'oro nero (Pittsburgh), regia di Lewis Seiler (1942)
- Incontro all'alba (Two Tickets to London), regia di Edwin L. Marin (1943)
- Nella camera di Mabel (Up in Mabel's Room), regia di Allan Dwan (1944)
- Rose tragiche (Moss Rose), regia di Gregory Ratoff (1947)
- The Spirit of West Point, regia di Ralph Murphy (1947)
- Ciclone (The Untamed Breed), regia di Charles Lamont (1948)
- Red Stallion in the Rockies, regia di Ralph Murphy (1949)
- David Harding, Counterspy, regia di Ray Nazarro (1950)
- I tre soldati (Soldiers Three), regia di Tay Garnett (1951)
- L'immagine meravigliosa (The Light Touch), regia di Richard Brooks (1951)
- Il comandante del Flying Moon (Back to God's Country), regia di Joseph Pevney (1953)
- Gente di notte (Night People), regia di Nunnally Johnson (1954)